# Лід-дев'ять
Лід-дев'ять — вигаданий матеріал, описаний  письменником — фантастом Куртом Воннегутом у романі «Колиска для кішки» —  поліморфна модифікація  води, більш стійка, ніж звичайний лід (що тане при температурі 0 градусів Цельсія).

## Характеристики
Тане при температурі 114,4 °F (~45,8 °C), а при контакті з більш холодною рідкою водою поводиться як центр  кристалізації для дотичної з ним води, яка швидко твердне і теж перетворюється на лід-дев'ять. Таким чином, потрапивши до будь-якого водоймища, яке так чи інакше сполучається з Світовим океаном (за допомогою  струмків,  боліт,  річок, підземних джерел та іншого) лід-дев'ять міг викликати кристалізацію більшої частини води на Землі і згодом —  життя на планеті.

## У книзі
Внаслідок нещасного випадку лід-дев'ять таки потрапляє до світового океану, і той перетворюється на лід-дев'ять.

## Історія
Воннегут придумав цю речовину під час роботи в General Electric.
Коли він писав цей роман, було відомо всього вісім кристалічних модифікацій льоду. Зараз встановлено існування  18 модифікацій льоду, включаючи справжній лід IX, який має інші властивості, ніж у романі.